# Sasha Stone
Sasha Stone (* 16. Dezember 1895 in St. Petersburg als Alexander Sergejewitsch Steinsapir; † 6. August 1940 in Perpignan) war ein Fotograf russischer Herkunft.

## Leben
Stone emigrierte zuerst nach Polen, dann in die USA und studierte schließlich Bildhauerei in Paris und Berlin, wo er sich im Umfeld der Dadaisten bewegte. Ab 1924 machte er in Berlin Karriere als Fotograf und Collageur. Eine enge Freundschaft verband ihn mit Walter Benjamin, für dessen Buch Einbahnstraße er den Umschlag gestaltete.
Als Industrie- und Werbefotograf arbeitete er ab 1932 in Brüssel, von wo er nach dem deutschen Einmarsch 1940 nach Südfrankreich floh.

## Werk
- Berlin in Bildern, Aufnahmen von Sasha Stone, herausgegeben von Adolf Behne. Verlag Dr. H. Epstein, Wien und Leipzig 1929. Auszüge online

## Bilder

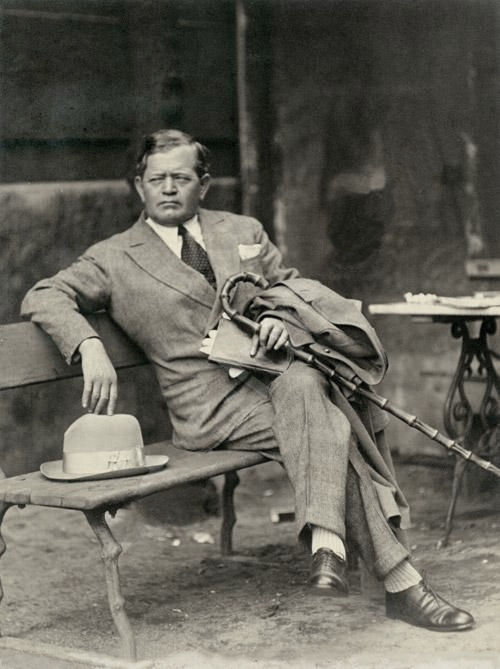
Albert Steinrück, Schauspieler der Stummfilmzeit, um 1927
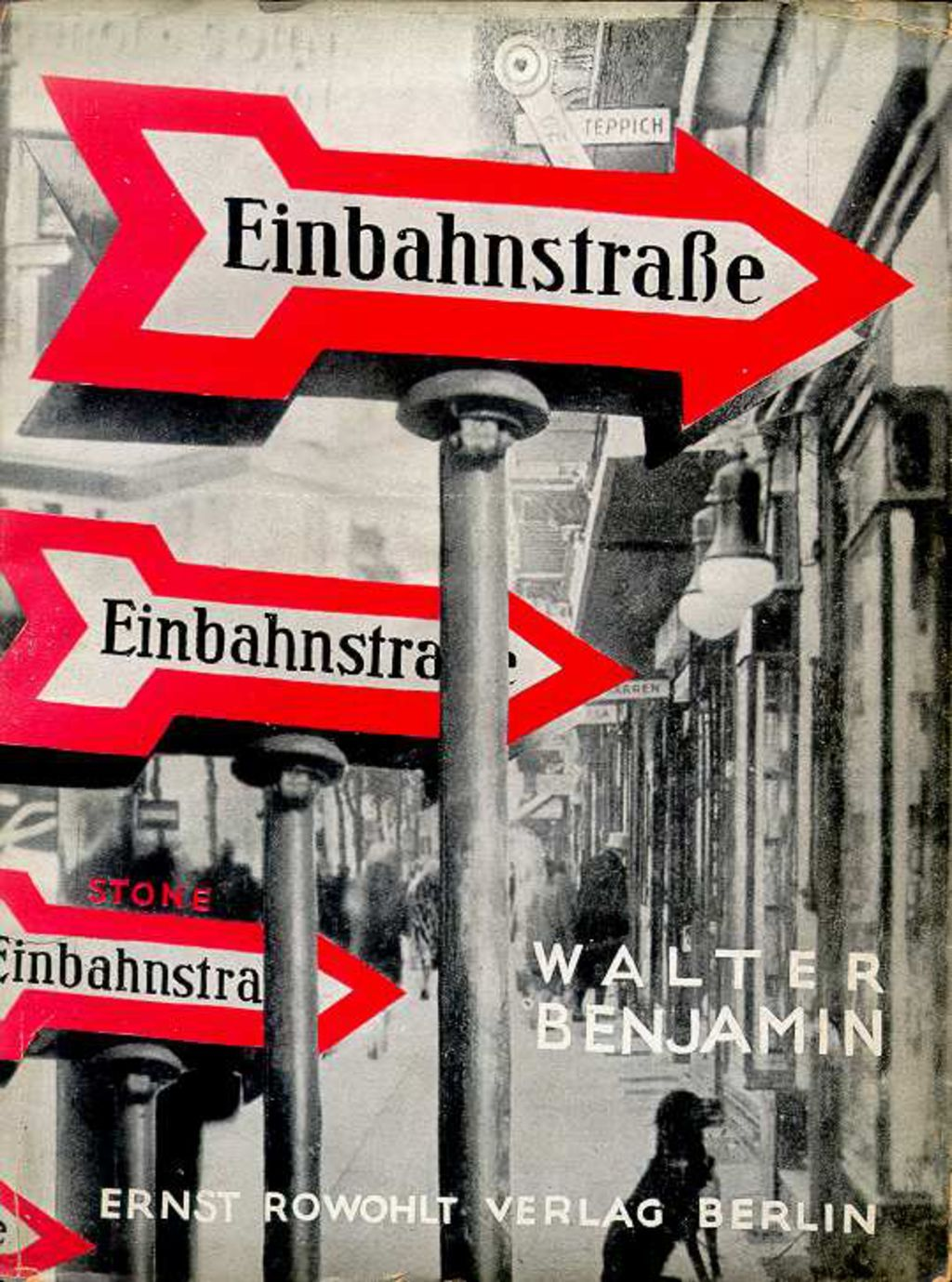
Einbahnstraße von Walter Benjamin, Erstausgabe von 1928
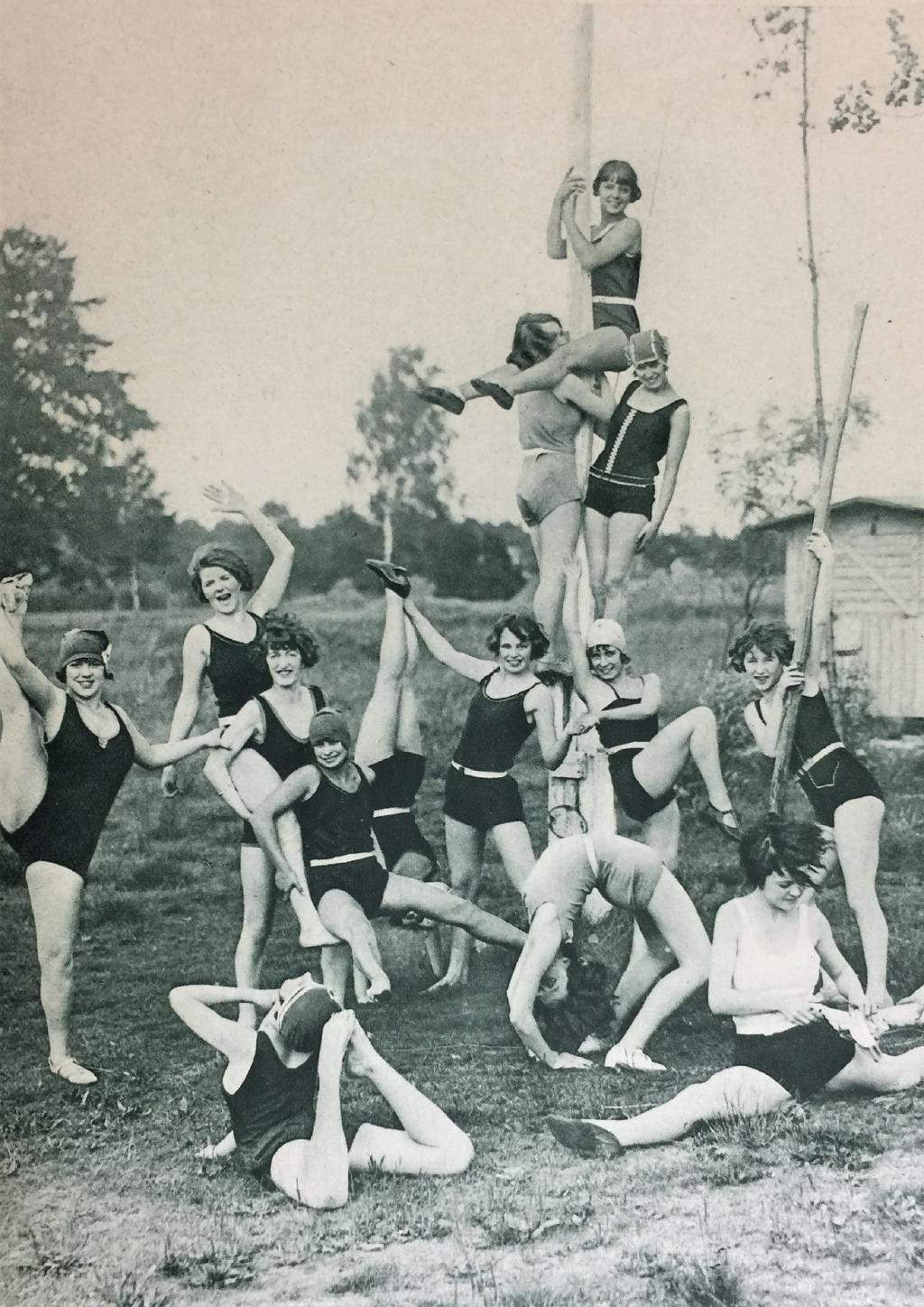
Die Jackson Girls machen Urlaub auf einem Bauernhof, 1928
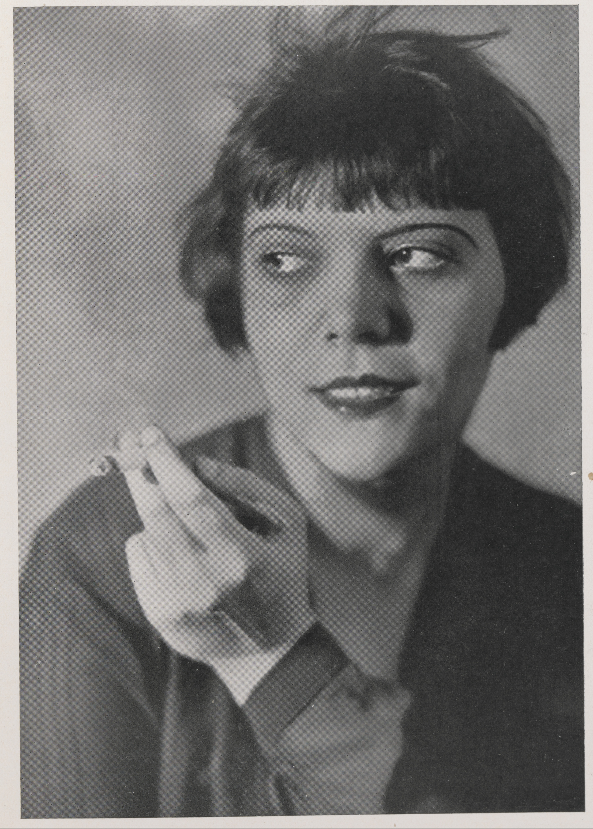
Porträt seiner Frau, der Fotografin Cami Stone, 1929
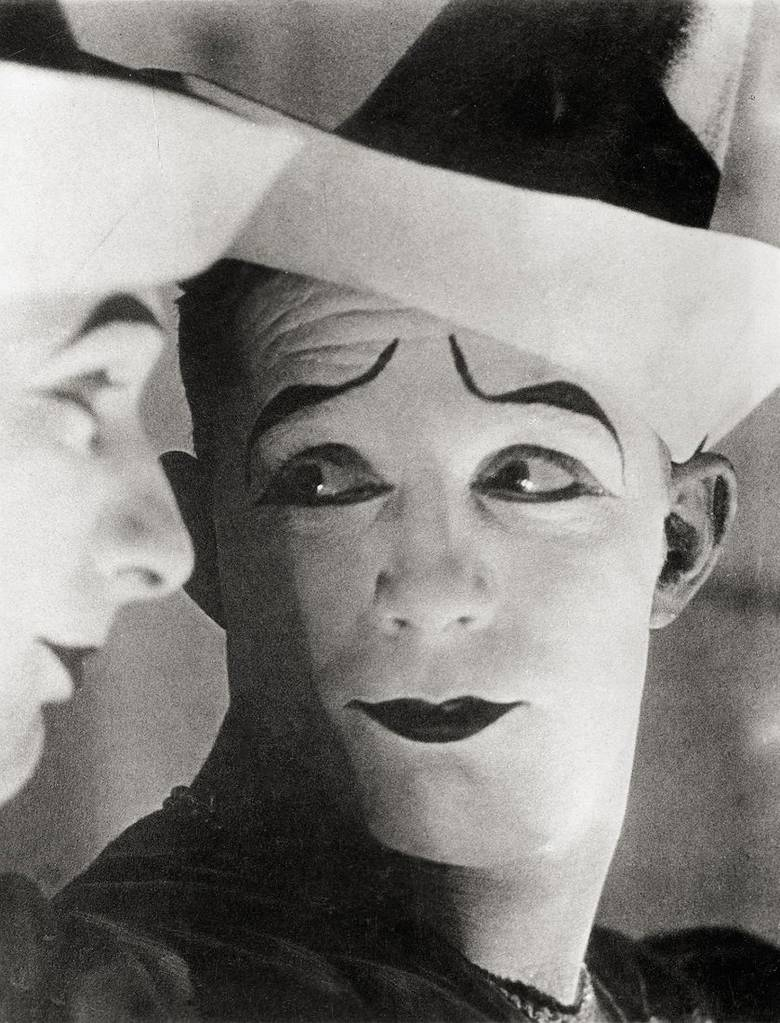
Clown, 1931
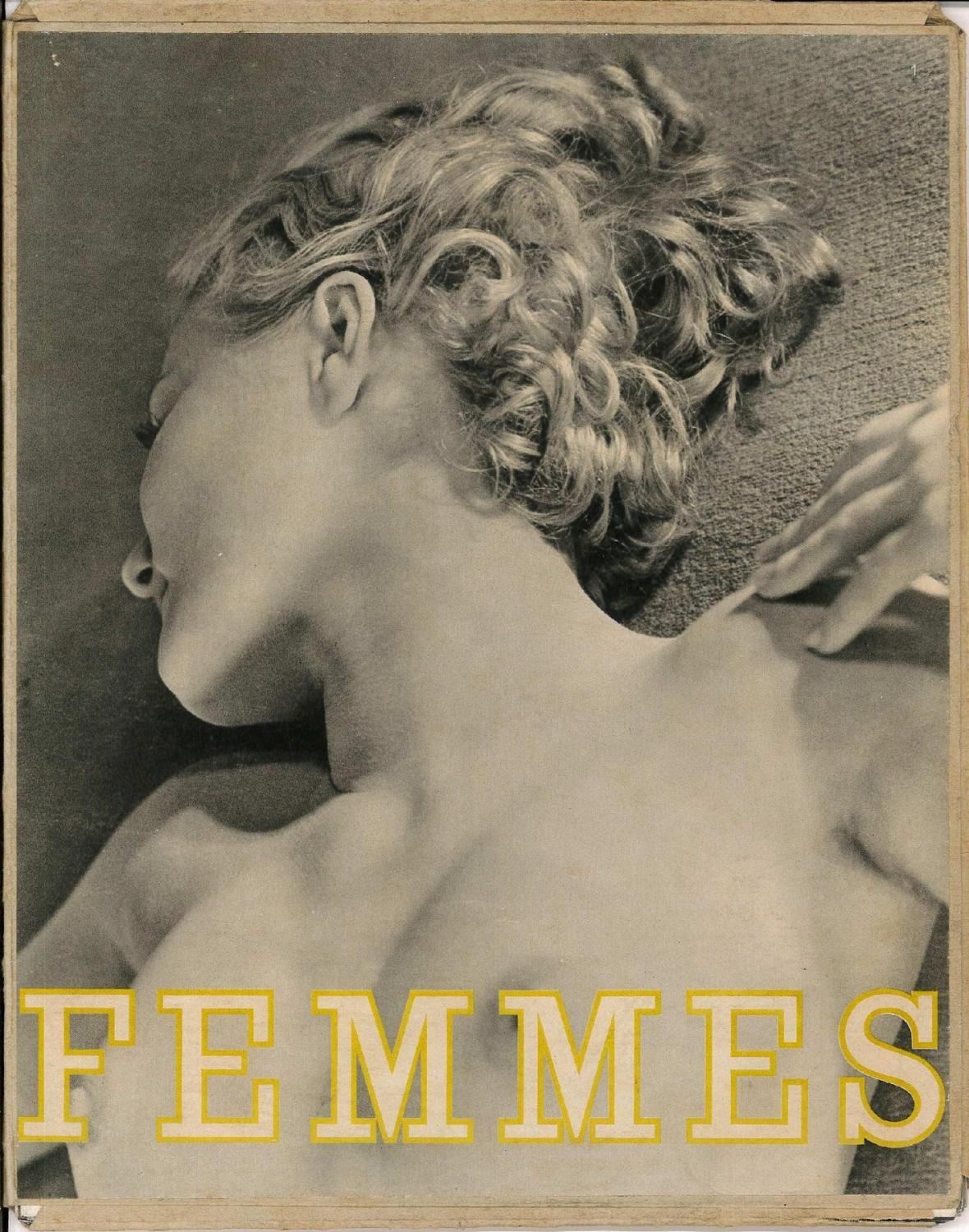
Umschlag des Bildbands Femmes, erschienen in Paris, 1933